# ثقافة مالديفية

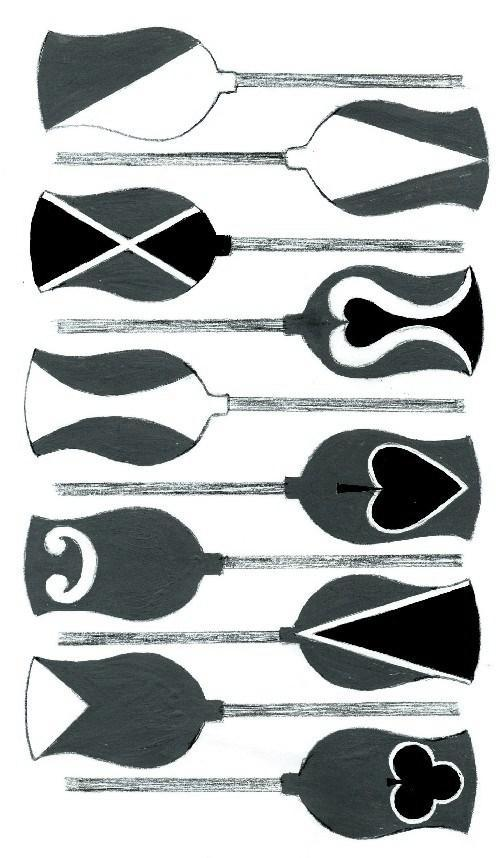
مجموعة منتقاة من أنماط المجاديف المالديفية التقليدية.

ثقافة مالديفية أو ثقافة جزر المالديف هي ثقافة مشتقة من عدد من المصادر، أهمها قربها من شواطئ سريلانكا وجنوب الهند. السكان هم أساسًا من أصول الهند الآرية حسب نظرة أنثروبولوجية.

## التأثر
اللغة الديفيهية هي من أصل سنسكريتية-هندي-إيراني، وبالتالي فهي مرتبطة ارتباطًا وثيقًا بالسينهالا التي تشير إلى تأثير لاحق من شمال شبه القارة الهندية. وفقًا للأساطير فإن سلالة الملوك التي حكمت المالديف في الماضي أصلها قادم من شمال الهند.
الملوك القدماء جلبوا البوذية من شبه القارة الهندية إلى المالديف، لكن هذه المسألة ليست واضحة بشكل علمي موثق. في سريلانكا هناك أساطير متشابهة، ولكن من غير المحتمل أن العائلة المالديفية الملكية القديمة ومعها البوذية جاءت من جزيرة سريلانكا، لأن أيًا من السجلات السريلانكية لم تذكر امتدادًا ثقافيًا لجزر المالديف. من غير المحتمل أن تكون سجلات سريلانكا القديمة قد أخفقت في ذكر جزر المالديف، وما إذا كان فرع من مملكتها قد امتد إلى جزر المالديف.
منذ القرن الثاني عشر الميلادي كانت هناك تأثيرات من شبه الجزيرة العربية في لغة وثقافة المالديف، بسبب التحول العام من البوذية إلى الإسلام في ذلك الوقت، كان ذلك بسبب موقع المالديف كمفترق طرق في وسط المحيط الهندي. في ثقافة الجزر هناك عدد قليل من العناصر من أصل أفريقي، فعلى سبيل المثال هناك العبيد الذين جلبتهم العائلة المالكة والنبلاء من رحلات الحج إلى الجزيرة العربية في الماضي.

## المجتمع
كان وضع المرأة في جزر المالديف تقليديًا راقيًا، كما يشهد على ذلك جزئيًا وجود أربع سلطانات مالديفيات. المرأة ليست ملزمة بلبس الحجاب، وهي ليست منعزلة تمامًا، لكن يوجد أقسام وأماكن خاصة بالنساء في الأماكن العامة، مثل الملاعب والمساجد. لا تنتقل النساء لأسماء أزواجهن بعد الزواج حيث يحتفظن بأسمائهن قبل الزواج. نظام الإرث والممتلكات من خلال أحكام الشريعة الإسلامية.
كان للمرأة دور هام في الأسرة والمجتمع. في التاريخ المبكر لجزر المالديف كان من المألوف أن يكون هناك امرأة تتقلد منصب سلطانة أو حاكمة، وقد اقترح المجتمع المالديفي في يوم من الأيام نظامًا للقومية. في مجتمع اليوم تشغل النساء مناصب قيادية في الحكومة وقطاع الأعمال. نسبة كبيرة من موظفي الحكومة من النساء. نسبة الإناث في الالتحاق بالمدارس وإكمال التعليم في المدارس الثانوية متكافئة مع الذكور. النساء يخدمن في الحكومة والبرلمان.
تشترك الثقافة المالديفية في العديد من جوانب التقليد الأمومي مع ثقافة درافيان القديمة. السمة الفريدة للمجتمع المالديفي هي معدل الطلاق المرتفع جدًا، والذي نسبه البعض إلى الزواج المبكر، وأشار البعض إلى أن ارتفاع معدل الطلاق بشكل كبير يعكس مزيجًا من القواعد الإسلامية الليبرالية بشأن الطلاق والروابط الزوجية الفضفاضة نسبيًا التي قد تنتج عن عدم وجود تاريخ من القوانين الاجتماعية والزوجية.
تعد مسألة تعدد الزوجات في جزر المالديف قانونيًا، على الرغم من أن تعدد الزوجات غير شائعة في الجزر. فعلى سبيل المثال تم عقد تسع وخمسين زواجًا متعددًا في عام 1998. تعدد الزوجات مشمول بالتحديد في قانون مالديفي لعام 2001، الذي يأمر المحاكم بتقييم الموارد المالية للرجل قبل السماح له بالزواج بزوجة أخرى.
الدعارة في جزر المالديف غير قانونية والأجانب الذين ينخرطون في البغاء يمكن أن يواجهوا الترحيل، ويمكن أن توقع به الحكومة المالديفيون عقوبة السجن.
تم تجريم المثلية الجنسية في جزر المالديف في عام 1880.
تشمل العطلات الرسمية في جزر المالديف كلا التاريخين المدني والعطلات الدينية الإسلامية.

## المطبخ
تعد مأكولات جزر المالديف مكونة في الأساس من الأسماك، حيث أن صناعة صيد الأسماك هي ثاني أكبر صناعة في البلاد. تشمل الوجبات اليومية الأرز والأسماك وهي الأطعمة الأكثر شيوعًا، حيث تشكل الأسماك أهم مصدر للبروتين في النظام الغذائي المتوسط. قليل من الخضروات تؤكل بسبب عدم وجود أراضي زراعية في البلاد. يتم استيراد معظم الطعام في المنتجعات السياحية. في المناسبات الاحتفالية يؤكل أي لحم غير لحم الخنزير. لا يسمح بالكحول إلا في المنتجعات السياحية. يتم استهلاك الشراب المحلي بدلاً من المشروبات الكحولية. يتم استيراد السلع الأساسية مثل الأرز والسكر والدقيق.

## الفولكلور
يجسد الفولكلور المالديفي الأساطير والحكايات التي تنتمي إلى التقاليد الشفوية للمالديفيين. بعض الأساطير المالديفية تم ذكرها وتوثيقها قبل المفوض البريطاني في سيلان هاري تشارلز بورفيس بيل في نهاية القرن التاسع عشر الميلادي، وحديثًا هناك أساطير تم دراستهم ونشرها من قبل الكاتب والمؤلف الأسباني خافيير روميرو فرياس.

## الموسيقى والرقص
ثقافيًا يشعر المالديفيون ببعض الانجذاب إلى شمال الهند من خلال لغتهم التي ترتبط بلغات شمال الهند. معظم الجيل القديم من المالديفيين يحبون مشاهدة الأفلام الهندية والاستماع إلى الأغاني الهندية. وتستند العديد من الأغاني الشعبية المالديف على نغمات الموسيقية الهندية. يكمن السبب في اللغة المتشابهة التي ترتبط بهما الثقافتان. من السهل جدًا على المالديفين أن يتفاهموا مع كلمات الأغاني المحلية للأغاني الهندية. أغاني بوليوود تعد من بين الأغاني الأكثر شعبية في جزر المالديف، لا سيما الأغاني القديمة التي غناها: محمد رافي، موكيش، لاتا مانجيشكار، آشا بونسلي. ولذلك فإن معظم الرقصات والأغاني المالديف المحلية تعتمد على رقصات الكاثاك الهندية الشمالية والأغاني الهندية.
الآلة الموسيقية المفضلة لجزر المالديف هي بلبل تارانج، وهي نوع من الأكورديون الأفقي. تستخدم هذه الآلة لمصاحبة بعض العبادات الدينية، مثل المولد والمدائح النبوية. يقال إن عروض الطبول في بودو بيرو (تعني الطبل الكبير) لها جذور أفريقية.

## معرض صور

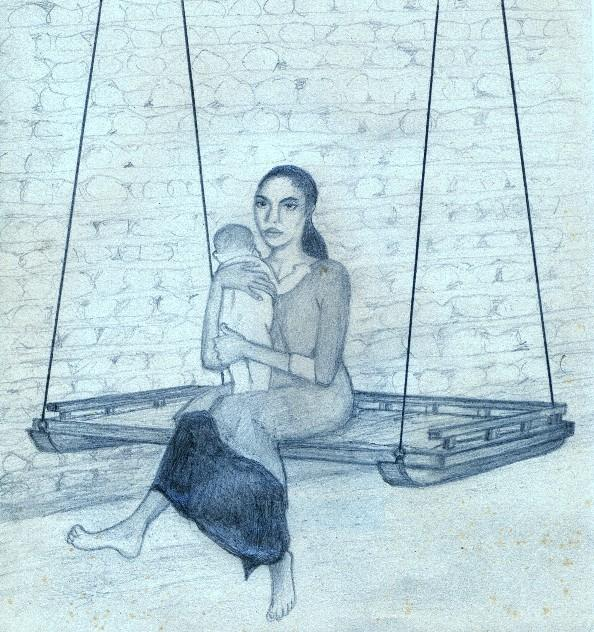
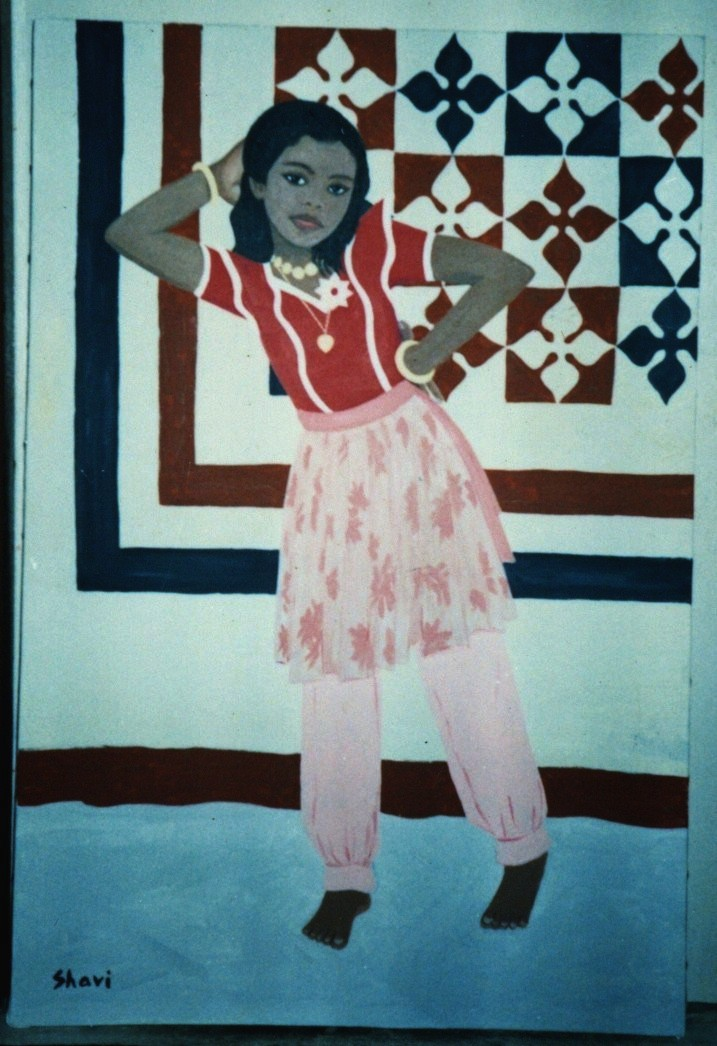
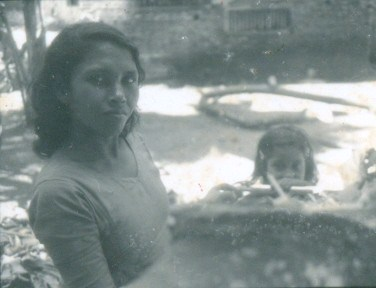
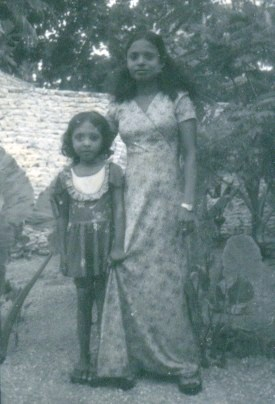
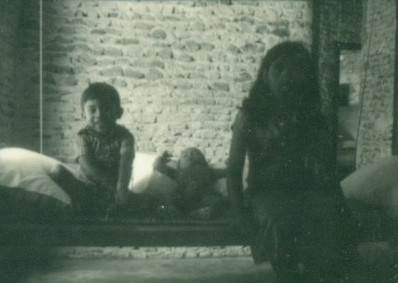